# Aristide Merolli
Aristide Merolli (26 ottobre 1885 – Sidi Bel Abbes, 1947) è stato un militare e scrittore italiano naturalizzato francese, nonché ufficiale e figura emblematica della Legione straniera francese.

## Biografia
Il capitano Aristide Merolli è annoverato tra le figure eroiche della Legione straniera francese. Figlio di Luciano e Giovanna Gallozzi abitò da giovane a Roma ma emigrato in Francia nel 1911 si arruolò nella Legione straniera. Addestrato a Sidi Bel Abbes, l'anno seguente fu trasferito in Marocco come caporale al 1º Reggimento di marcia del 1º Reggimento straniero e prese parte al combattimento di Sidi Hadj Belkacem nel giugno 1914 rimanendo ferito gravemente. Per il valore dimostrato sul campo di battaglia Merolli fu promosso al grado di sergente.
Con lo scoppio della prima guerra mondiale, nel 1916 fu mobilitato sul fronte francese contro l'avanzata dei tedeschi e nuovamente fu decorato della medaglia militare e promosso al grado di sottotenente. Al termine della guerra fu trasferito in Marocco, ove imperversava la ribellione delle tribù locali, assegnato al 3° REI e poi al 1º Reggimento straniero, si meritò quattro citazioni e la medaglia della Legion d'onore.
Promosso al grado di capitano, nel 1925 rientrò a Sidi Bel Abbes con incarichi amministrativi. Nel 1934 fu nuovamente in azione in Marocco e, infine, nel 1938 fu congedato.

## Scritto
Aristide Merolli, nel 1937, pubblicò le sue esperienze di legionario in: "La grenade héroique. Avant la tourmente", Ed. A. Moynier, Casablanca, Fès, 1937.